# Domingo Tejera
Domingo Tejera (9 de julio de 1899, Montevideo - 18 de julio de 1969) fue un futbolista uruguayo que jugaba como zaguero. Toda su carrera la hizo en el Montevideo Wanderers Fútbol Club. Defendiendo a su selección se coronó campeón del mundo en 1930 y campeón olímpico en 1928.

## Trayectoria en Wanderers
Debutó en el primer equipo de Wanderers el año 1919, con el que ganó ese año el Campeonato Uruguayo de Segunda División. Al producirse el cisma del fútbol uruguayo, forma parte del Wanderers que jugó el campeonato de la Federación Uruguaya de Football. Con ese equipo logra el campeonato de la federación disidente en 1923 y el vicecampeonato en 1924. Al reunificarse las dos asociaciones, también lo hacen los dos equipos de Wanderers. Tejera se mantiene como titular en esta reunificación. En 1926 vuelve a quedarse con el segundo puesto en el campeonato uruguayo. En 1931 se consagra campeón (último torneo uruguayo que ganó Wanderers hasta ahora). Al año siguiente se retira de la práctica activa del fútbol.
Durante su carrera en el equipo bohemio fue titular en la mayoría de los encuentros, disputando en total 287 partidos y convirtiendo 5 goles.

## Trayectoria en la selección uruguaya
En 1920, pese a contar con solo un año como jugador de primera división, es citado para formar parte del plantel que jugó el Campeonato Sudamericano de ese año. No juega ningún partido en este torneo, en el que su selección se proclama campeona.
Su primer partido como titular es un amistoso frente a Argentina entre selecciones B el 23 de octubre de 1921.  Al año siguiente es titular en los 7 encuentros que la selección uruguaya juega, incluidos los 4 correspondientes a la Copa América 1922.
En 1923 se produce el cisma del fútbol uruguayo. Domingo Tejera participaba en un equipo de la federación disidente, por lo que forma parte de la selección correspondiente a dicha federación, con la que disputa 8 encuentros. Por ese hecho es que no puede jugar para Uruguay en los Juegos Olímpicos de 1924.
Vuelve a la selección "oficial" en el Campeonato Sudamericano 1926, donde forma parte del plantel campeón, aunque no disputa ningún encuentro. Sí sería titular en todos los partidos en el Campeonato Sudamericano 1927, donde Uruguay termina en el segundo puesto.
En 1928 forma parte del plantel ganador de la medalla de oro en los Juegos Olímpicos de 1928, aunque no disputa ningún partido.
En 1930 gana el  mundial. Juega el primer partido ante Perú como titular, pero una lesión al comienzo de este encuentro le impide disputar el resto del torneo.
Su último partido con su selección es el 15 de mayo de 1932, un amistoso frente a Argentina. En total disputó 20 partidos para la selección de su país (aquí contamos los partidos en que defendió la selección de la Asociación Uruguaya de Fútbol y no sumamos los 8 que jugó con la selección de la federación disidente).